# Lekkoatletyka na Letnich Igrzyskach Olimpijskich 1904 – maraton
Bieg maratoński podczas igrzysk olimpijskich w 1904 w Saint Louis rozegrano 30 sierpnia 1904. Długość trasy wynosiła 40 km. Start i meta były na stadionie Francis Field należącym do Washington University. Zawodnicy przebiegli blisko 5 okrążeń bieżni, a potem wyruszyli na szosę. Start był o godz. 15.03. Temperatura wynosiła 28°C w cieniu, lecz bieg był rozgrywany w słońcu. Trasa wiodła zakurzonymi wiejskimi drogami. Dodatkowo kurz wzniecały samochody, gdyż zawody odbyły się przy niezamkniętym ruchu drogowym. Startowało 32 lekkoatletów z 5 państw.

## Rekordy
| Rekord olimpijski | 2:58:50 | Spyridon Luis | Ateny (Grecja) | 10 kwietnia 1896 |

## Przebieg maratonu i wyniki

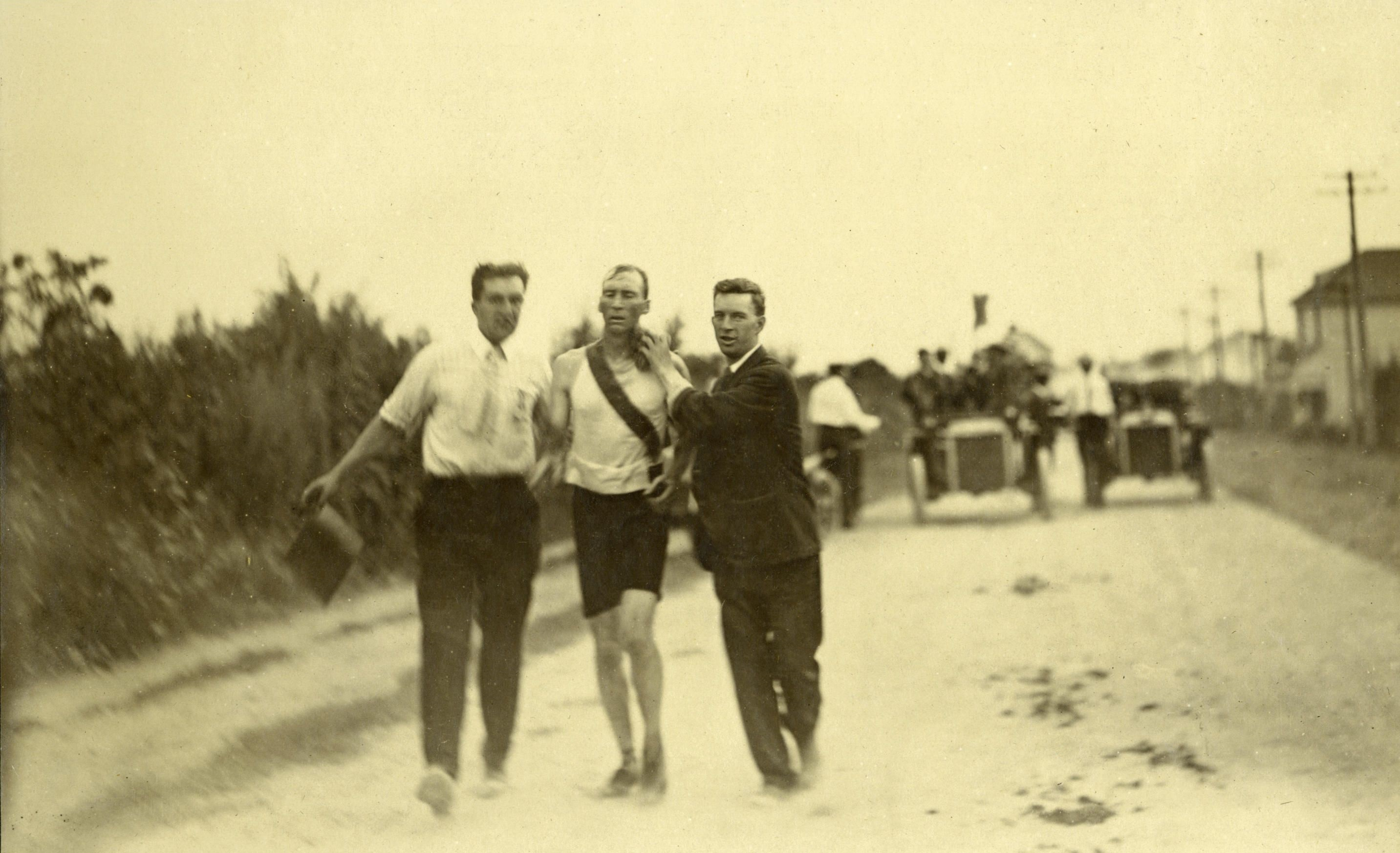
Hicks i pomagający mu asystenci na trasie maratonu

Początkowo prowadził Lorz, ale osłabł po 14 km i zrezygnował z wyścigu. Na czoło wyszli Newton i Mellor. Wkrótce potem Mellor musiał zwolnić do marszu, a do przodu przesunął się Hicks. Mellor po 22 km odzyskał prowadzenie, ale wkrótce znowu osłabł. Carvajal zatrzymał się, żeby zerwać kilka zielonych jabłek, bo nie jadł od wielu godzin, jednak spowodowało to skurcze żołądka. Hicks na trasie otrzymał od pomagających mu asystentów dawkę ok. 1 mg strychniny w białku jajka. Na 32 kilometrze ponownie podano mu strychninę, białko i kilka łyków brandy. W trakcie biegu i kurażu Hicksa, Lorz przejechał część trasy samochodem, po czym wysiadł przed Hicksem i jako pierwszy wbiegł na stadion, przekraczając linię mety. Otrzymał owacje widowni i miał być udekorowany złotym medalem, kiedy na stadionie pojawił się Hicks. Po dobiegnięciu na drugiej pozycji stracił przytomność po zażyciu strychniny, popitej brandy. Po ocknięciu się, przyznał się co spożywał, złożył również protest na Lorza, który większość trasy przejechał samochodem. Został za to zdyskwalifikowany, a Hicks otrzymał nagrodę zwycięzcy. Strychnina jest obecnie zakazana jako środek dopingujący.

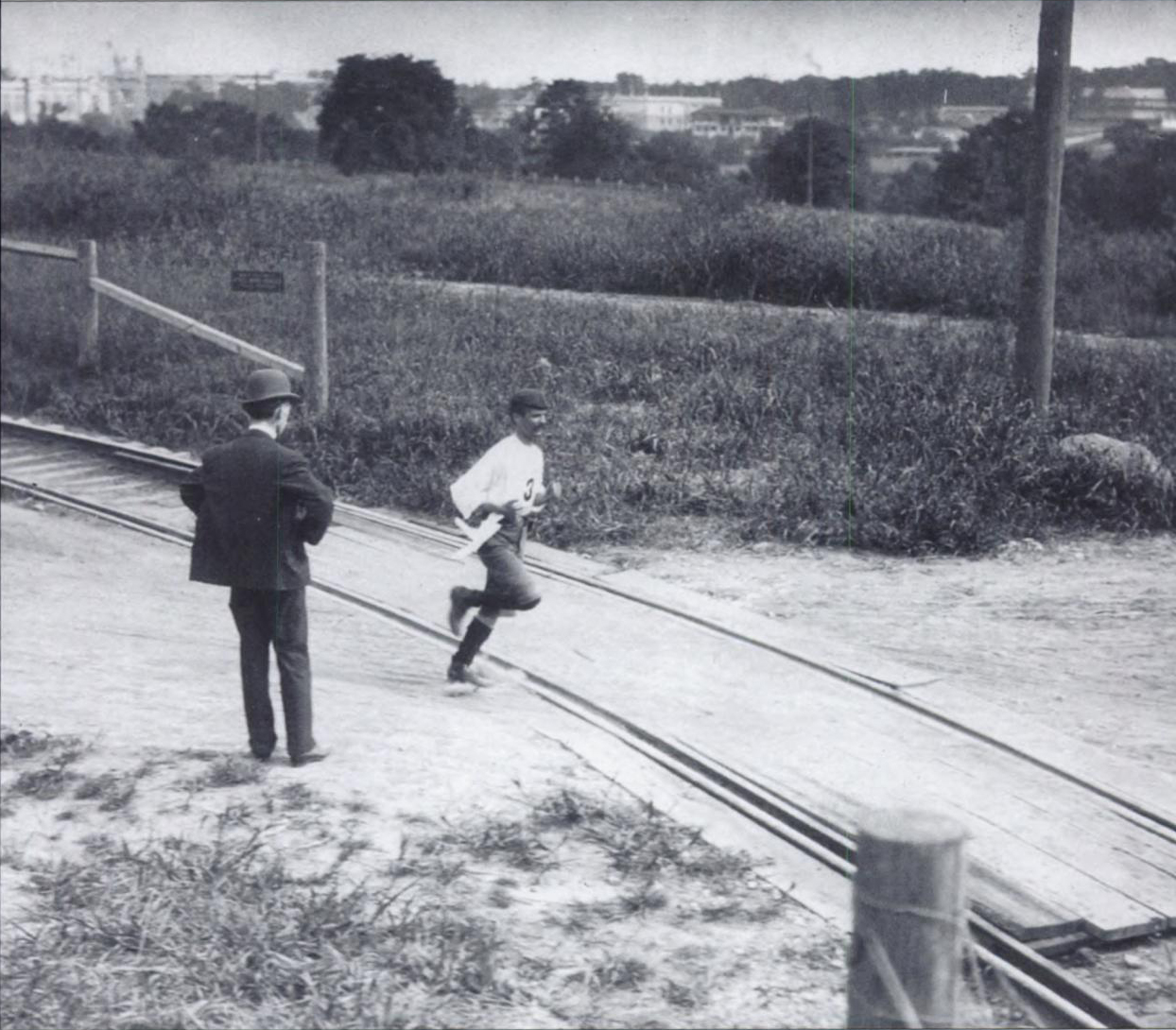
Carvajal kończy maraton jako czwarty

| lp | Imię i nazwisko      | Wiek | Reprezentacja       | Czas    | Uwagi |
| -- | -------------------- | ---- | ------------------- | ------- | ----- |
| 1  | Thomas Hicks         | 32   | Stany Zjednoczone   | 3:28:53 |       |
| 2  | Albert Corey         |      | Stany Zjednoczone   | 3:34:52 |       |
| 3  | Arthur Newton        | 21   | Stany Zjednoczone   | 3:47:33 |       |
| 4  | Andarín Carvajal     | 29   | Kuba                | nn      |       |
| 5  | Dimitrios Veloulis   |      | Grecja              | nn      |       |
| 6  | David Kneeland       | 22   | Stany Zjednoczone   | nn      |       |
| 7  | Henry Brawley        | 23   | Stany Zjednoczone   | nn      |       |
| 8  | Sidney Hatch         | 20   | Stany Zjednoczone   | nn      |       |
| 9  | Len Taunyane         |      | Kolonia Przylądkowa | nn      |       |
| 10 | Christos Zechouritis |      | Grecja              | nn      |       |
| 11 | Frank Devlin         |      | Stany Zjednoczone   | nn      |       |
| 12 | Jan Mashiani         |      | Kolonia Przylądkowa | nn      |       |
| 13 | John Furla           | 33   | Stany Zjednoczone   | nn      |       |
| 14 | Andrew Oikonomou     |      | Grecja              | nn      |       |
|    | Edward Carr          | 23   | Stany Zjednoczone   |         | NU    |
|    | Georgios Drosos      |      | Grecja              |         | NU    |
|    | Robert Fowler        |      | Stany Zjednoczone   |         | NU    |
|    | John Foy             |      | Stany Zjednoczone   |         | NU    |
|    | William Garcia       | 27   | Stany Zjednoczone   |         | NU    |
|    | Charilaos Giannakas  |      | Grecja              |         | NU    |
|    | Bertie Harris        |      | Kolonia Przylądkowa |         | NU    |
|    | Thomas Kennedy       | 19   | Stany Zjednoczone   |         | NU    |
|    | John Lordan          |      | Stany Zjednoczone   |         | NU    |
|    | Ioannis Lougkitsas   |      | Grecja              |         | NU    |
|    | Georgios Louridas    |      | Grecja              |         | NU    |
|    | Samuel Mellor        | 24   | Stany Zjednoczone   |         | NU    |
|    | Frank Pierce         |      | Stany Zjednoczone   |         | NU    |
|    | Petros Pipilis       |      | Grecja              |         | NU    |
|    | Guy Porter           | 29   | Stany Zjednoczone   |         | NU    |
|    | Michael Spring       | 24   | Stany Zjednoczone   |         | NU    |
|    | Georgios Vamkaitis   |      | Grecja              |         | NU    |
|    | Frederick Lorz       |      | Stany Zjednoczone   |         | DSQ   |